# Colonia Félix Ireta
Colonia Félix Ireta är en ort i Mexiko.   Den ligger i kommunen Coeneo och delstaten Michoacán de Ocampo, i den centrala delen av landet, 270 km väster om huvudstaden Mexico City. Colonia Félix Ireta ligger 2 004 meter över havet och antalet invånare är 258.
Terrängen runt Colonia Félix Ireta är platt norrut, men söderut är den kuperad. Runt Colonia Félix Ireta är det ganska tätbefolkat, med 75 invånare per kvadratkilometer. Närmaste större samhälle är Zacapú, 9,5 km väster om Colonia Félix Ireta. I omgivningarna runt Colonia Félix Ireta växer huvudsakligen savannskog.